# Ronny Heberson Furtado de Araújo
Ronny Heberson Furtado de Araújo (født 1986) (ofte kendt blot som Ronny) er en brasiliansk fodboldspiller. Han har i løbet af sin karriere blandt andet spillet for Corinthians i hjemlandet, Sporting Lissabon i Portugal samt tyske Hertha Berlin.